# Yvonne Chaka Chaka
Yvonne Chaka Chaka, pseudonimo di Yvonne Machaka (Dobsonville, 18 marzo 1965), è una cantante sudafricana.

## Biografia
Nasce nel 1965 a Dobsonville, nel Soweto, da madre di etnia swazi e padre pedi. Nel 1981 divenne la prima giovane nera ad apparire nelle televisioni sudafricane. Fu inoltre una delle prime cantanti sudafricane a guadagnare fama internazionale. Nel corso del decennio pubblicò una serie di canzoni di grande successo come I'm Burning Up (1985), Thank You Mr. DJ (1987), Umqombothi (1987), utilizzata nel film Hotel Rwanda e Motherland (1989), tutte prodotte da Sello Chicco Twala. Prese parte al concerto benefico 46664, tenuto nel 2003 a Città del Capo e durante il quale parteciparono celebrità come Bono, Youssou N'Dour, Dave Stewart, Bob Geldof, Annie Lennox e i Queen. Si esibì per leader mondiali, tra cui la regina Elisabetta II e Nelson Mandela.

## Discografia parziale

### Album in studio
- 1986 – I'm Burning Up
- 1987 – Sangoma
- 1987 – Thank You Mr. DJ
- 1988 – I Cry for Freedom
- 1996 – The Power of Afrika
- 1997 – Back on My Feet
- 1997 – Bombani (Tiko Rahina)
- 2000 – Yvonne and Friends
- 2001 – Yvonne and Friends
- 2002 – Kwenzenjani
- 2002 – Princess of Africa, Vol. 2
- 2006 – Celebrate Life

### Singoli
- 1984 – I'm in Love with a DJ
- 1985 – I'm Burning Up
- 1987 – Thank You Mr. DJ
- 1987 – Umqombothi
- 1989 – Motherland